# Медынцева, Альбина Александровна
Альби́на Алекса́ндровна Меды́нцева (род. 2 апреля 1939, Бытошь, Орловская (ныне Брянская) область, РСФСР, СССР) — советский и российский историк, доктор исторических наук.

## Биография
Родилась в поселке Бытошь Брянской области. В 1961 году окончила исторический факультет МГУ по кафедре археологии. С 1962 года работает в Институте археологии РАН. Получила известность как историк, археолог, историк культуры Древней Руси.
В 1971 году защитила диссертацию на соискание ученой степени кандидата исторических наук на тему «Новгородские надписи-граффити XI—XIV вв. (по материалам Софийского собора)». Книга «Древнерусские надписи  Новгородского Софийского собора, XI—XIV вв.» (1978), подготовленная на основе кандидатской диссертации, заложила основу для систематического изучения эпиграфики Новгорода и других древнерусских городов.
В 1979 году выпустила книгу «Тмутараканский камень», в которой, разобрав аргументы сторонников и противников подлинности  Тмутараканского камня, подтвердила подлинность надписи на камне путем ее тщательного сравнения с древнейшими надписями  Софийского собора в Киеве и Софийского собора в Новгороде.
В 1990 году защитила докторскую диссертацию на тему «Древнерусская эпиграфика X—XIII вв.».

## Премии и награды
- Премия имени Кирилла и Мефодия Болгарской Академии наук (1984);
- Медаль «В память 850-летия Москвы» (1997).

## Основные работы

### Монографии
- Медынцева А. А. Грамотность в Древней Руси: По памятникам эпиграфики X — первой половины XIII в. — М.: Наука, 2000. — 291 с.
- Медынцева А. А. Древнерусские надписи новгородского Софийского собора. — М.: Наука, 1978. — 314 с.
- Медынцева А. А. Подписные шедевры древнерусского ремесла: Очерки эпиграфики, XI—XIII в. — М : Наука, 1991. — 237 с.
- Медынцева А. А. Тмутараканский камень. — М.: Наука, 1979. — 58 с.
- Медынцева А. А., Попконстантинов К. Надписи из Круглой церкви в Преславе. — София: Болгарская академия наук, 1985. — 131 с.

### Статьи
- Коваль В. Ю., Медынцева А. А., Еремеев А. А. Горшок с надписью из Ростиславля Рязанского // Российская археология. — 2013. — № 3. — C. 134—145.
- Медынцева A. A. Архангельская ставротека и культ Климента на Руси // Советская археология. — 1991. — № 3. — С. 56—68.
- Медынцева A. A. Мастерская Тудора // Российская археология. — 1999. — № 3. — С. 149—159.
- Медынцева A. A. Новгородские находки и дохристианская письменность на Руси // Советская археология. — 1984. — № 4. — С. 49—61.
- Медынцева A. A. О «досках» русских летописей и юридических актов // Советская археология. — 1985. — № 4. — С. 173—177.
- Медынцева A. A. О литейных формочках с надписями Максима // Древняя Русь и славяне. — М.: Наука, 1978. — С. 378—383.
- Медынцева A. A. Оклады «Корсунских» икон Новгорода // Советская археология. — 1988. — № 4. — С. 67—77.
- Медынцева A. A. Эпиграфические материалы из Старой Рязани // Древности славян и Руси. — М.: Наука, 1988. — С. 247—256.
- Медынцева А. А. Граффити храма Покрова Богородицы на Нерли // Российская археология. — 2015. — № 4. — C. 141—148.
- Медынцева А. А. Древнерусская надпись на крестике из Висбю (о. Готланд) // Scando-Slavica. — 1994. — T. 40. — P. 132—137.
- Медынцева А. А. Имя мастера на фасаде Георгиевского собора в Юрьеве-Польском // Российская археология. — 2012. — № 2. — C. 149—155.
- Медынцева А. А. Надписи и рисунки на стенах лестничной башни собора Рождества Богородицы Антониева монастыря (Новгород) // Российская археология. — 2011. — № 3. — C. 130—140.
- Медынцева А. А. О мастерах Васильевских врат 1336 г. (эпиграфические наблюдения) // Российская археология. — 2006. — № 2. — C. 81—90.
- Медынцева А. А., Моргунов Ю. Ю. Надпись на корчаге с Полтавщины // Краткие сообщения института археологии. — М.: Наука, 1986. — Вып. 187. — С. 55—57.
- Медынцева А. А., Чхаидзе В. Н. Новая древнерусская надпись из Тмутаракани // Российская археология. — 2008. — № 1. — C. 101—103.